# Дорогие белые
«Дороги́е бе́лые» (англ. Dear White People) — американский комедийно-драматический телесериал с элементами сатиры, премьера которого состоялась на платформе Netflix 28 апреля 2017 года. Сериал создан Джастином Симиеном на основе своего фильма «Уважаемые белые люди» 2014 года.
30 июня 2017 года Netflix продлил сериал на второй сезон.
Премьера третьего сезона сериала состоится на Netflix 2 августа 2019 года. 2 октября 2019 года стало известно о том, что Netflix продлил сериал на четвёртый и финальный сезон.

## Сюжет
Сериал рассказывает о группе афроамериканских учеников, которые сталкиваются с социальной несправедливостью в школе, где учатся в основном белые. Каждый эпизод за исключением финального вращается вокруг разных персонажей.

## В ролях
- Логан Браунинг — Саманта Уайт
- Брэндон Пи Белл — Трой Фэирбэнкс
- Дерон Хортон — Лайонел Хиггинс
- Антониетта Робертсон — Коландриа (Коко) Коннерс
- Джон Патрик Амедори — Гэйб Митчелл
- Марке Ричардсон — Реджи Грин
- Эшли Блейн Физерсон — Джоэль Брукс

## Эпизоды
| Volume | Серии | Серии | Даты показа      | Даты показа      |
| ------ | ----- | ----- | ---------------- | ---------------- |
| 1      | 10    | 10    | 8 апреля 2017    | 8 апреля 2017    |
| 2      | 10    | 10    | 4 мая 2018       | 4 мая 2018       |
| 3      | 10    | 10    | 2 августа 2019   | 2 августа 2019   |
| 4      | 10    | 10    | 22 сентября 2021 | 22 сентября 2021 |

## Отзывы критиков
На Rotten Tomatoes сериал получил 95 % «свежести» на основе 60 рецензий со средним рейтингом 8,7 из 10, однако пользовательский рейтинг составил 61 %. На Metacritic сериал получил 84 баллов из 100 на основе 31-го отзыва критиков, демонстрирующих «всеобщее признание»; пользовательский рейтинг составляет 4,2 из 10.